# Pomacy

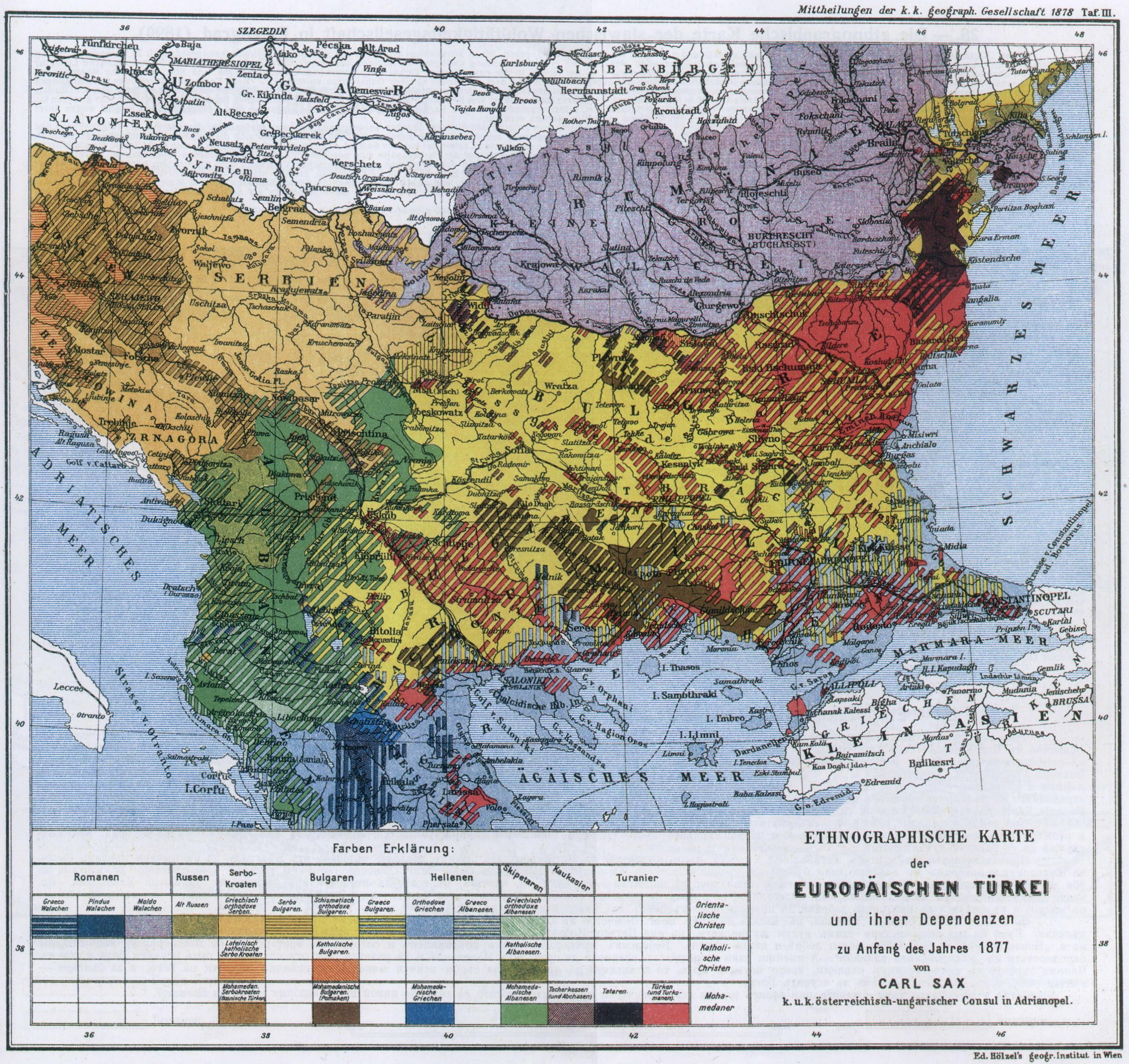
Tereny zamieszkane przez Pomaków zaznaczone na jasnobrązowo, 1877

Pomacy (bułg. Помаци) – grupa muzułmańskich Słowian zamieszkujących Bałkany, pierwotnie posługujących się dialektami języka bułgarskiego. Liczy około 500 tysięcy osób.

## Kraje zamieszkania
Pomacy zamieszkują głównie środkowe Rodopy w Bułgarii (około 200 tysięcy osób) w obwodach Smolan, Kyrdżali, Pazardżik i Błagojewgrad. W Macedonii Północnej, gdzie nazywani są Torbeszami, mieszkają w niewielkich grupach przy granicy z Albanią (m.in. gminy Centar Żupa, Debar) i w środkowej części kraju (gminy Płasnica i Dołneni). Torbesze mieszkają także w Albanii, przede wszystkim w graniczącym z Macedonią Północną obwodzie Dibra (region Mala Prespa i Golo Brdo), głównie w okręgu Bulqiza. W Turcji (gdzie jest ich około 300 tysięcy) mieszkają we Wschodniej Tracji w okolicach Lüleburgaz i Adrianopola, a imigranci z Bułgarii także w Anatolii. W północnej Grecji Pomacy zamieszkują głównie prefektury Xanthi, Komotini i Ewros (ponad 50 tysięcy osób). Mieszkają też w Kosowie w okolicy Prizrenu, razem z blisko spokrewnionymi Goranami.

## Pochodzenie i historia Pomaków w Bułgarii
W Bułgarii uważani są za słowiańskojęzycznych Bułgarów, wyznających islam sunnicki, tutaj też najbardziej identyfikują się jako Bułgarzy. W Bułgarii uważa się, że Pomacy są potomkami bułgarskiej ludności pasterskiej, która w okresie okupacji tureckiej w latach 1396–1878 przyjęła islam pod przymusem, bądź też dobrowolnie. Wiele osób przyjęło nową religię ze względu na korzyści ekonomiczne – w ten sposób unikali płacenia podatku od „niewiernych”, tzw. dżizja i mogli kupować ziemię. Z tych też przyczyn w okresie formowania się nowoczesnej świadomości narodowej (bułgarskie odrodzenie narodowe), a i później, dość często byli traktowani przez prawosławnych Bułgarów lekceważąco, lub nawet z pogardą, jako zdrajcy narodu.
Od czasu odzyskania przez Bułgarię niepodległości w 1878 liczba wyznawców islamu w tym kraju systematycznie spada, głównie w związku z ich emigracją do Turcji (z 29% do około 10% obecnie). Emigrowali jednak głównie Turcy, Pomacy ze względu na nieznajomość języka tureckiego z reguły nie decydowali się na emigrację. Według statystyk ich liczba od odzyskania przez Bułgarię niepodległości znacznie się zwiększyła (w 1878 było ich tylko 68 tys.). Fakt, że Turcja wysuwała pretensje do opieki nad muzułmańskimi Pomakami, zaś Grecja uznaje ich za odrębny naród (w Grecji wydano nawet gramatykę języka pomackiego) powodował, że władze Bułgarii obawiały się ich i usiłowały przymusowo asymilować. Nasilenie przymusowej asymilacji Pomaków (w tym „bułgaryzacja” imion i nazwisk, likwidacja odrębnego szkolnictwa, masowe aresztowania i nawet zabójstwa), przypadła na lata 1971–1973 i 1984–1985; w tym czasie Pomacy emigrowali do Turcji, aby uniknąć prześladowań. Turcja jednak dość niechętnie przyjmowała tych emigrantów, a oni sami – choćby ze względów językowych – też mieli ogromne problemy z adaptacją w nowej rzeczywistości. Sytuacja Pomaków w Bułgarii poprawiła się po upadku komunizmu w 1989: przywrócono dawne nazwiska i przyznano im prawo do zachowania własnej odrębności kulturowej.
Kwestia przymusowej bułgaryzacji Pomaków znalazła swe odzwierciedlenie w filmie fabularnym Radosława Spasowa, zatytułowanym Skradzione oczy (koprodukcja bułgarsko-turecka, 2004).

## Pomacy w Grecji

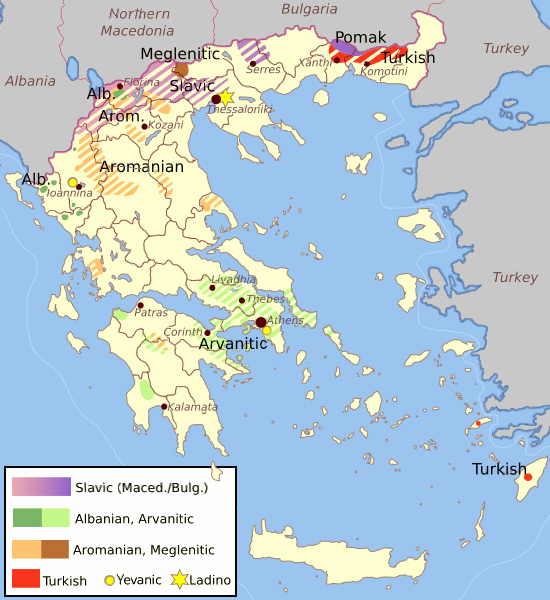
Tereny zamieszkane przez Pomaków w Grecji zaznaczone na fioletowe

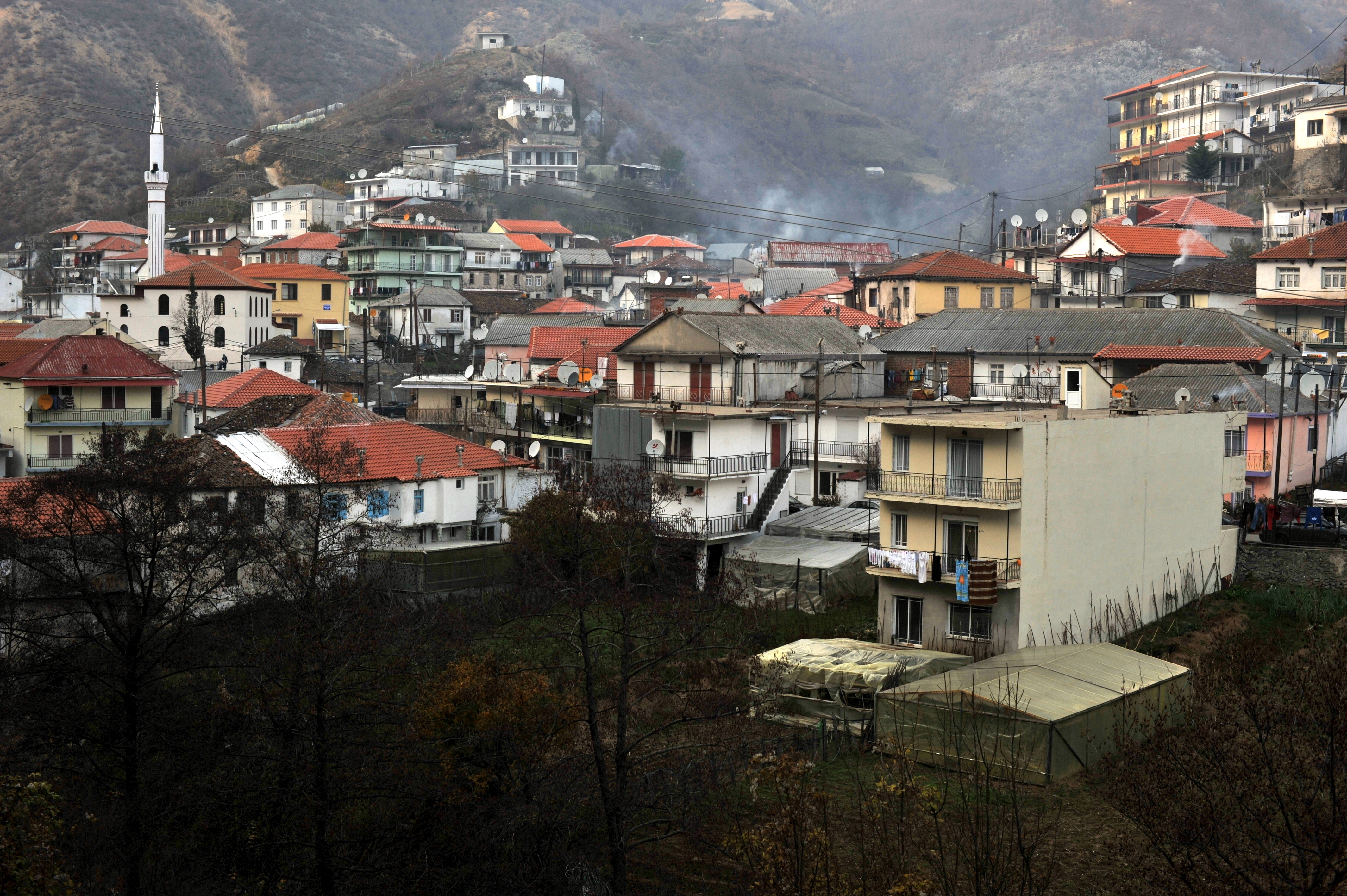
Pomacka wioska w Grecji

W Grecji Pomacy zamieszkują głównie prefektury Xanthi, Komotini i Ewros. Są tam lubianą mniejszością, uznawaną za odrębne, autochtoniczne plemię muzułmańskie, o mieszanych słowiańsko-turecko-greckich cechach języka narodowego. Posiadają tradycyjne święta ludowe i odrębną kulturę, cieszącą się zainteresowaniem także greckich współmieszkańców. Od lat 90. XX wieku, w różnych miejscowościach greckiej Tracji organizowane są festiwale pomackie lub z licznym udziałem społeczności Pomaków. Niemal wszystkie greckie źródła wskazują, że Pomacy mogą być powiązani ze starożytnymi Trakami. Grecka pamięć narodowa, sięgając nawet bardzo odległych inwazji, przechowuje liczne zapisy sporów ze Słowiańszczyzną, trwających aż po wojny światowe, niemniej Pomaków uważa się tu za „swoich”, nie za dawnych najeźdźców czy imigrantów ekonomicznych.
Zgodnie z podpisanym przez Grecję i Turcję traktatem lozańskim, Pomacy, jako traccy muzułmanie, zazwyczaj objęci są w Grecji tureckojęzycznym szkolnictwem podstawowym i średnim. Trwają dyskusje na temat nieprawidłowości tej sytuacji, jednak zmiany wiązałyby się z dalszym pogorszeniem stosunków grecko-tureckich. W roku 2002 w Grecji zrealizowano wydanie słownika języka pomackiego. Ukazuje się grecko-pomacka, lokalna prasa. Pomaccy działacze informują, że mniej więcej od 1990 r. w greckiej części Tracji ma miejsce pełny egalitaryzm w traktowaniu grup etnicznych.
Liczbę Pomaków ocenia się w Grecji na 35–40 tysięcy

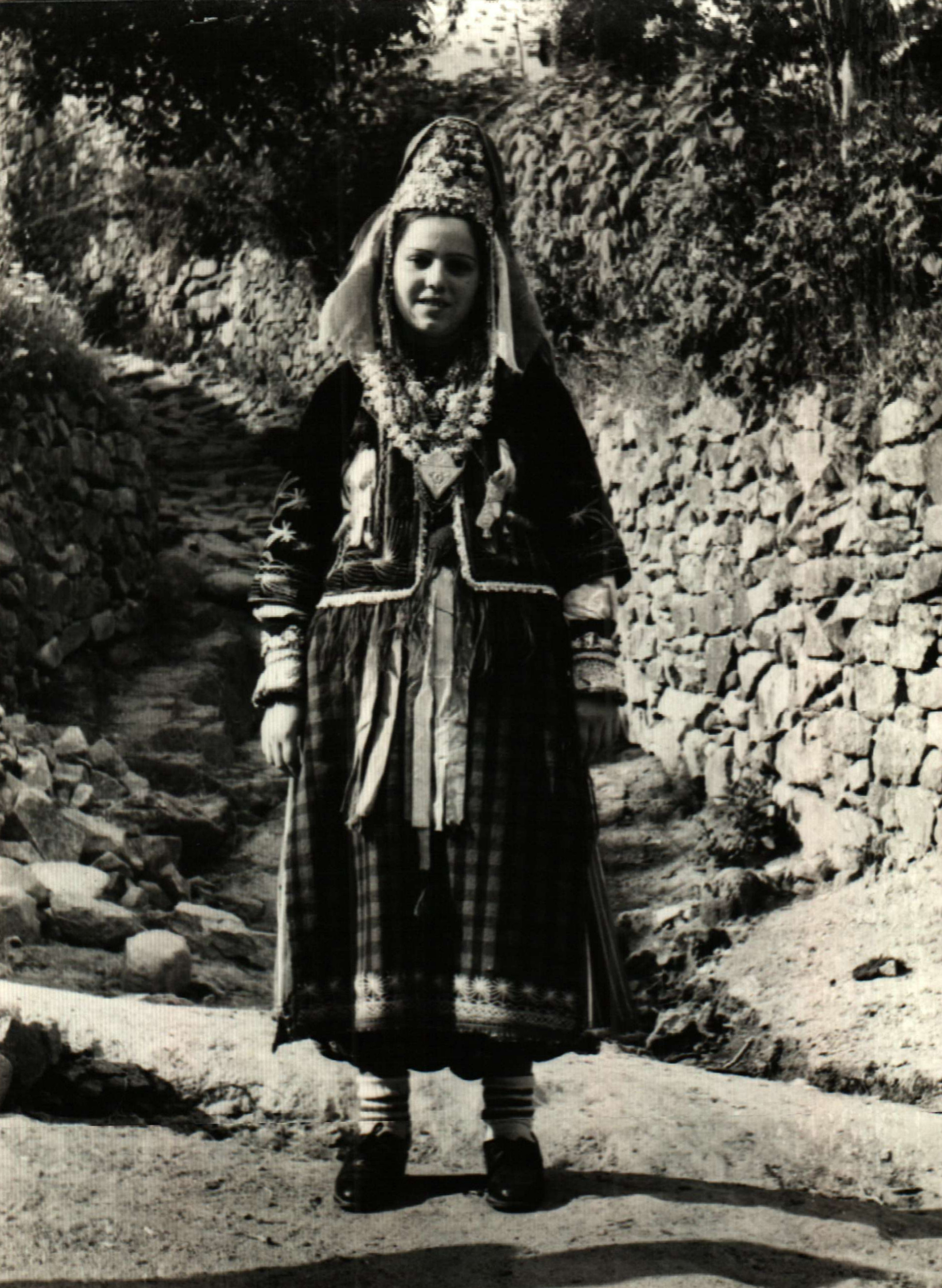
Pomaczka, 1945

Zdaniem źródeł rządu USA, Pomacy w Grecji podlegają naciskom dla zadeklarowania narodowości tureckiej. Presja i próby przekupstwa pochodzić mają ze strony społeczności tureckojęzycznej i finansowane są przez niewskazane w raporcie źródła.

## Etymologia nazwy
Dyskusyjne jest pochodzenie nazwy Pomacy. Wysuwane są najróżniejsze hipotezy, wiążące tę nazwę z rozmaitymi wyrazami, istniejącymi we współczesnej bułgarszczyźnie, m.in. ze słowem pomagacz (ze względu, iż w regionach, w których zamieszkiwali, pełnili wobec Turków rolę „pomocniczą” w zarządzaniu chrześcijańskimi sąsiadami). Inna hipoteza łączy tę nazwę z przymiotnikiem помъчен, pomyczen → помъча, pomycza, tj. po męce, pomęczę co wyjaśnia się tym, iż muzułmanami zostali „po mękach”. Istnieje też mało przekonująca hipoteza, wysunięta przez pozostającego na służbie tureckiej Michała Czajkowskiego, zgodnie z którą słowo Pomacy należy wiązać z Polakami. Zdaniem greckich badaczy, imię Pomaków, podobnie jak niektóre inne ich imiona własne, wywodzi się z języka starogreckiego Żadna z tych hipotez nie została uznana za satysfakcjonującą.